# Eliseo Brown
Eliseo Brown   (Buenos Aires, 29 d'octubre de 1888 - segle XX) fou un futbolista argentí de la dècada de 1900.
La seva família era d'origen escocès. Quatre germans seus – Alfredo, Carlos, Ernesto i Jorge – així com un cosí, Juan Domingo, també foren futbolistes internacionals.
Fou 10 cops internacional amb la selecció argentina. Pel que fa a clubs, defensà els colors d'Alumni.